# World Games 1985/Medaillenspiegel
Diese Tabelle zeigt den Medaillenspiegel der World Games 1985. Von den 116 Entscheidungen fließen die zwei Entscheidungen in den Einladungssportarten nicht in den offiziellen Medaillenspiegel ein.
Die Platzierungen sind nach der Anzahl der gewonnenen Goldmedaillen sortiert, gefolgt von der Anzahl der Silber- und Bronzemedaillen (lexikographische Ordnung). Weisen zwei oder mehr Länder eine identische Medaillenbilanz auf, werden sie alphabetisch geordnet auf dem gleichen Rang geführt. Dies entspricht dem System, das vom Internationalen Olympischen Komitee (IOC) verwendet wird.
| Medaillenspiegel Offizielle Sportarten (Endstand nach 114 Entscheidungen) | Medaillenspiegel Offizielle Sportarten (Endstand nach 114 Entscheidungen) | Medaillenspiegel Offizielle Sportarten (Endstand nach 114 Entscheidungen) | Medaillenspiegel Offizielle Sportarten (Endstand nach 114 Entscheidungen) | Medaillenspiegel Offizielle Sportarten (Endstand nach 114 Entscheidungen) | Medaillenspiegel Offizielle Sportarten (Endstand nach 114 Entscheidungen) |
| Platz                                                                     | Land                                                                      | Gold                                                                      | Silber                                                                    | Bronze                                                                    | Gesamt                                                                    |
| ------------------------------------------------------------------------- | ------------------------------------------------------------------------- | ------------------------------------------------------------------------- | ------------------------------------------------------------------------- | ------------------------------------------------------------------------- | ------------------------------------------------------------------------- |
| 01                                                                        | Italien                                                                   | 27                                                                        | 29                                                                        | 22                                                                        | 78                                                                        |
| 02                                                                        | Vereinigte Staaten                                                        | 18                                                                        | 16                                                                        | 18                                                                        | 52                                                                        |
| 03                                                                        | Spanien                                                                   | 15                                                                        | 11                                                                        | 5                                                                         | 31                                                                        |
| 04                                                                        | BR Deutschland                                                            | 13                                                                        | 12                                                                        | 16                                                                        | 41                                                                        |
| 05                                                                        | Schweden                                                                  | 12                                                                        | 8                                                                         | 5                                                                         | 25                                                                        |
| 06                                                                        | Vereinigtes Königreich                                                    | 11                                                                        | 11                                                                        | 21                                                                        | 43                                                                        |
| 07                                                                        | Frankreich                                                                | 7                                                                         | 11                                                                        | 13                                                                        | 31                                                                        |
| 08                                                                        | Südkorea                                                                  | 7                                                                         | —                                                                         | 1                                                                         | 8                                                                         |
| 09                                                                        | Spanien                                                                   | 5                                                                         | 1                                                                         | 3                                                                         | 9                                                                         |
| 10                                                                        | Japan                                                                     | 5                                                                         | 1                                                                         | 2                                                                         | 8                                                                         |
| 11                                                                        | Ungarn                                                                    | 4                                                                         | 4                                                                         | 5                                                                         | 13                                                                        |
| 12                                                                        | Norwegen                                                                  | 2                                                                         | 6                                                                         | 8                                                                         | 16                                                                        |
| 13                                                                        | Irland                                                                    | 2                                                                         | —                                                                         | —                                                                         | 2                                                                         |
| 14                                                                        | Kanada                                                                    | 1                                                                         | 5                                                                         | 5                                                                         | 11                                                                        |
| 15                                                                        | Belgien                                                                   | 1                                                                         | 4                                                                         | 4                                                                         | 9                                                                         |
| 16                                                                        | Schweiz                                                                   | 1                                                                         | 2                                                                         | 4                                                                         | 7                                                                         |
| 17                                                                        | Neuseeland                                                                | 1                                                                         | 1                                                                         | —                                                                         | 2                                                                         |
| 17                                                                        | Österreich                                                                | 1                                                                         | 1                                                                         | —                                                                         | 2                                                                         |
| 19                                                                        | Singapur                                                                  | 1                                                                         | —                                                                         | —                                                                         | 1                                                                         |
| 20                                                                        | Australien                                                                | —                                                                         | 4                                                                         | 5                                                                         | 9                                                                         |
| 21                                                                        | Chinesisch Taipeh                                                         | —                                                                         | 3                                                                         | 1                                                                         | 4                                                                         |
| 22                                                                        | Ägypten                                                                   | —                                                                         | 2                                                                         | 2                                                                         | 4                                                                         |
| 23                                                                        | Philippinen                                                               | —                                                                         | 2                                                                         | 1                                                                         | 3                                                                         |
| 24                                                                        | Bahrain                                                                   | —                                                                         | —                                                                         | 1                                                                         | 1                                                                         |
| 24                                                                        | Brasilien                                                                 | —                                                                         | —                                                                         | 1                                                                         | 1                                                                         |
| 24                                                                        | Dänemark                                                                  | —                                                                         | —                                                                         | 1                                                                         | 1                                                                         |
| 24                                                                        | Elfenbeinküste                                                            | —                                                                         | —                                                                         | 1                                                                         | 1                                                                         |
| 24                                                                        | Jamaika                                                                   | —                                                                         | —                                                                         | 1                                                                         | 1                                                                         |
| 24                                                                        | Kolumbien                                                                 | —                                                                         | —                                                                         | 1                                                                         | 1                                                                         |
| 24                                                                        | Mexiko                                                                    | —                                                                         | —                                                                         | 1                                                                         | 1                                                                         |
| 24                                                                        | Monaco                                                                    | —                                                                         | —                                                                         | 1                                                                         | 1                                                                         |
| 24                                                                        | Portugal                                                                  | —                                                                         | —                                                                         | 1                                                                         | 1                                                                         |
| 24                                                                        | Venezuela                                                                 | —                                                                         | —                                                                         | 1                                                                         | 1                                                                         |
| Total                                                                     | Total                                                                     | 134                                                                       | 134                                                                       | 152                                                                       | 420                                                                       |